# Pisarowce
Pisarowce (dawniej Pisarzowice) – wieś w Polsce położona w województwie podkarpackim, w powiecie sanockim, w gminie Sanok na Pogórzu Bukowskim.

## Historia
W 1768 roku w czasie Konfederacji barskiej tworzono w Pisarowcach oddział Rylskiego. Do roku 1772 wieś należała administracyjnie do ziemi sanockiej województwa ruskiego. Od 1772 należała do cyrkułu leskiego, a następnie sanockiego. Po reformie administracyjnej w 1864 roku powiat sądowy, gmina wiejska Sanok, w kraju Galicja. Miejscowość lokowana w 1339 roku jako wieś służebna zamku sanockiego. W roku 1898 wieś liczyła 556 osób (w tym 541 wyznania rzymskokatolickiego) zamieszkujących 102 domów.
W połowie XIX wieku właścicielem posiadłości tabularnej w Pisarowcach był Ludwik Rylski. W drugiej połowie XIX wieku właścicielem tabularnym dóbr we wsi był Zygmunt Ścibor-Rylski. W pierwszej dekadzie XX wieku właścicielem wsi był Aleksander Mniszek-Tchorznicki (wraz z żoną Marią), zamieszkujący w tamtejszym dworze, a potem ich syn Henryk Mniszek-Tchorznicki, który utracił własność na rzecz państwa w wyniku reformy rolnej z 1944 roku.
W Pisarowcach urodził się Józef Uczeń (1881-1911), profesor gimnazjalny.
W okresie II Rzeczypospolitej wieś w powiecie sanockim województwa lwowskiego. Do 1939 w Olchowcach działały: oddział Związku Strzeleckiego, koło gospodyń wiejskich, kółko rolnicze. W 1946 nacjonaliści ukraińscy z OUN-UPA zamordowali tutaj 5 Polaków.
W latach 1975–1998 miejscowość administracyjnie należała do województwa krośnieńskiego. Przez miejscowość przebiega droga krajowa nr 28.
Od 1948 roku we wsi działa lokalne koło gospodyń wiejskich. W 2006 we wsi było 10 gospodarstw rolnych, w tym największe o pow. 15 ha. W miejscowości znajduje się kościół rzymskokatolicki pw. Najświętszej Maryi Panny Królowej Polski. Konwersja wyznania, zmiana obrządku ze wschodniego na łaciński nastąpiła tu przed rokiem 1785.

## Oświata
- Szkoła Podstawowa im. Marii Konopnickiej w Pisarowcach

## Organizacje społeczne
- Koło Gospodyń Wiejskich
- Zespół Maszynowy Rolników w Likwidacji[26]
- Ochotnicza Straż Pożarna
- Ludowy Klub Sportowy "LKS Pisarowce"
- 12 Drużyna Harcerska Wielopoziomowa "Fenix" - zawieszona
- Grupa Teatralna "Metamorfozy" - rozwiązana

## Galeria

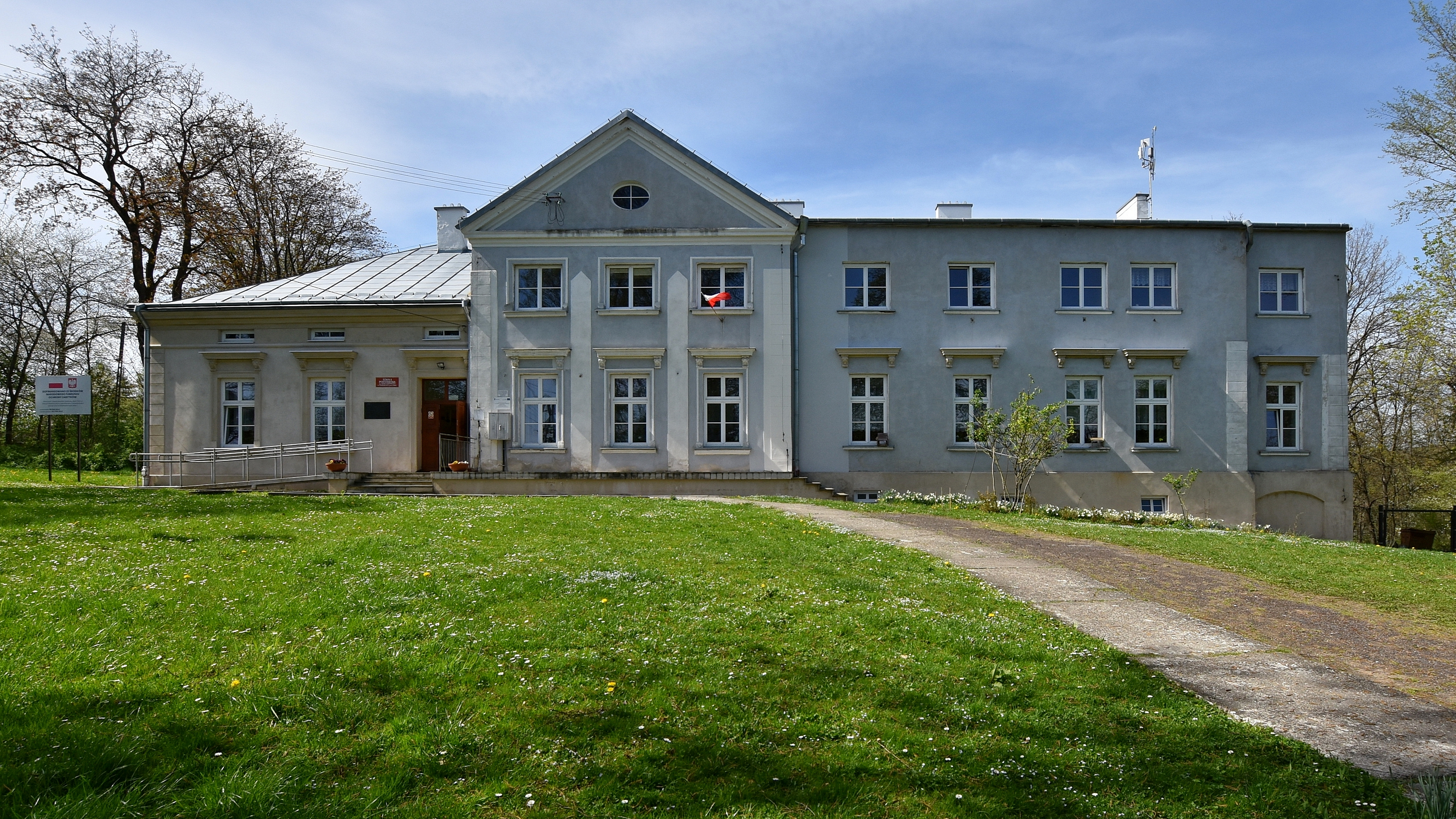
Dwór w Pisarowcach
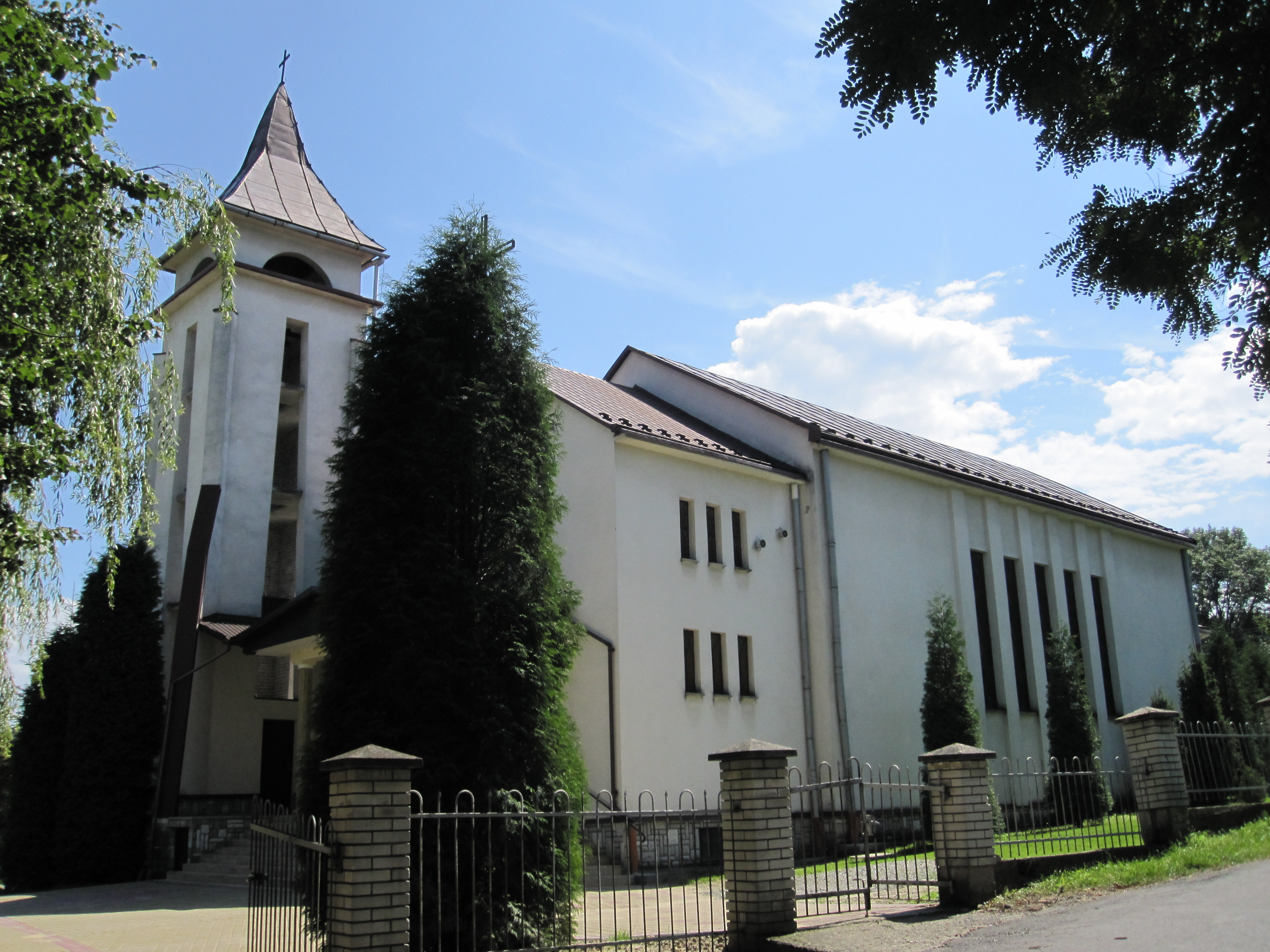
Kościół NMP Królowej Polski
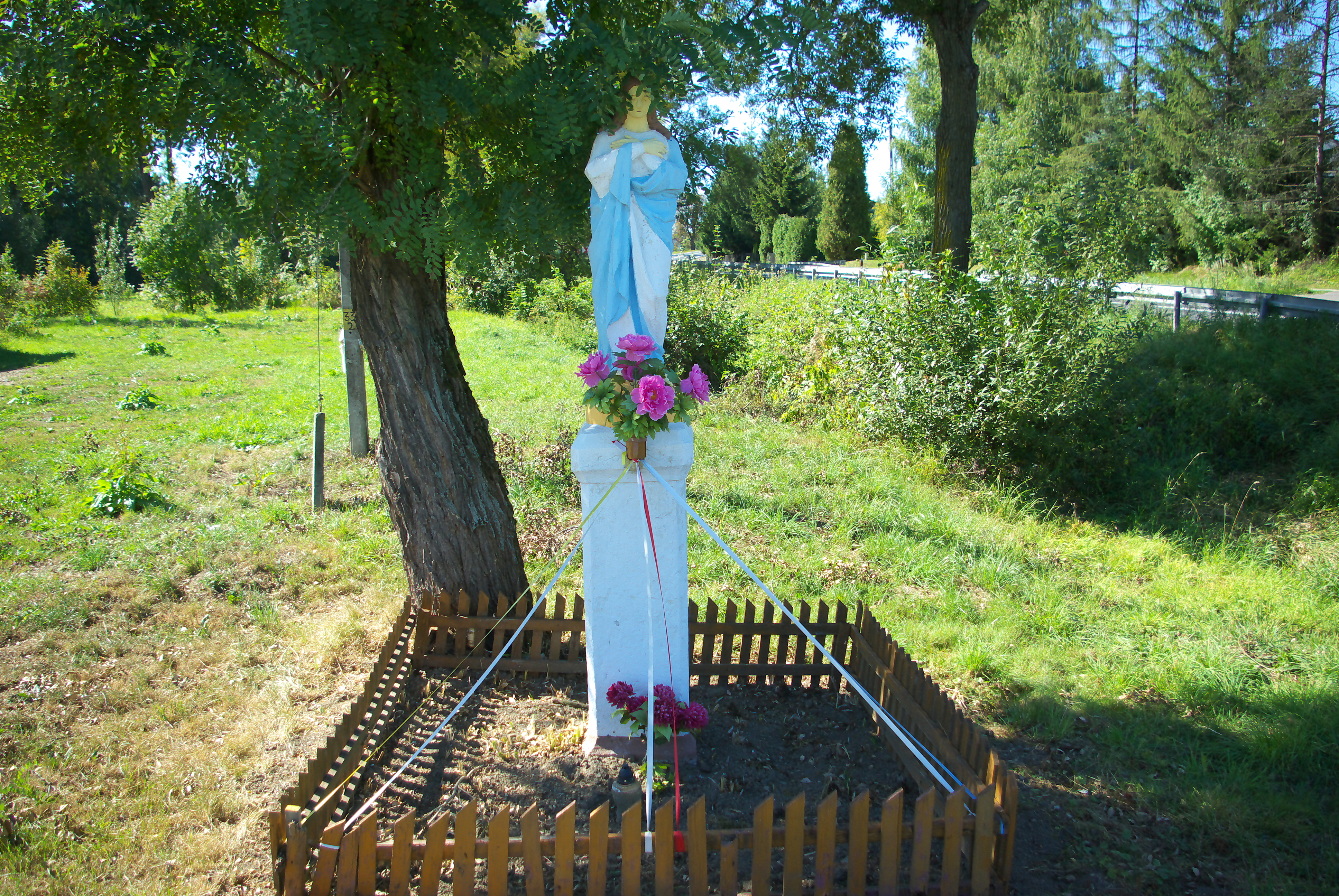
Figura Matki Bożej
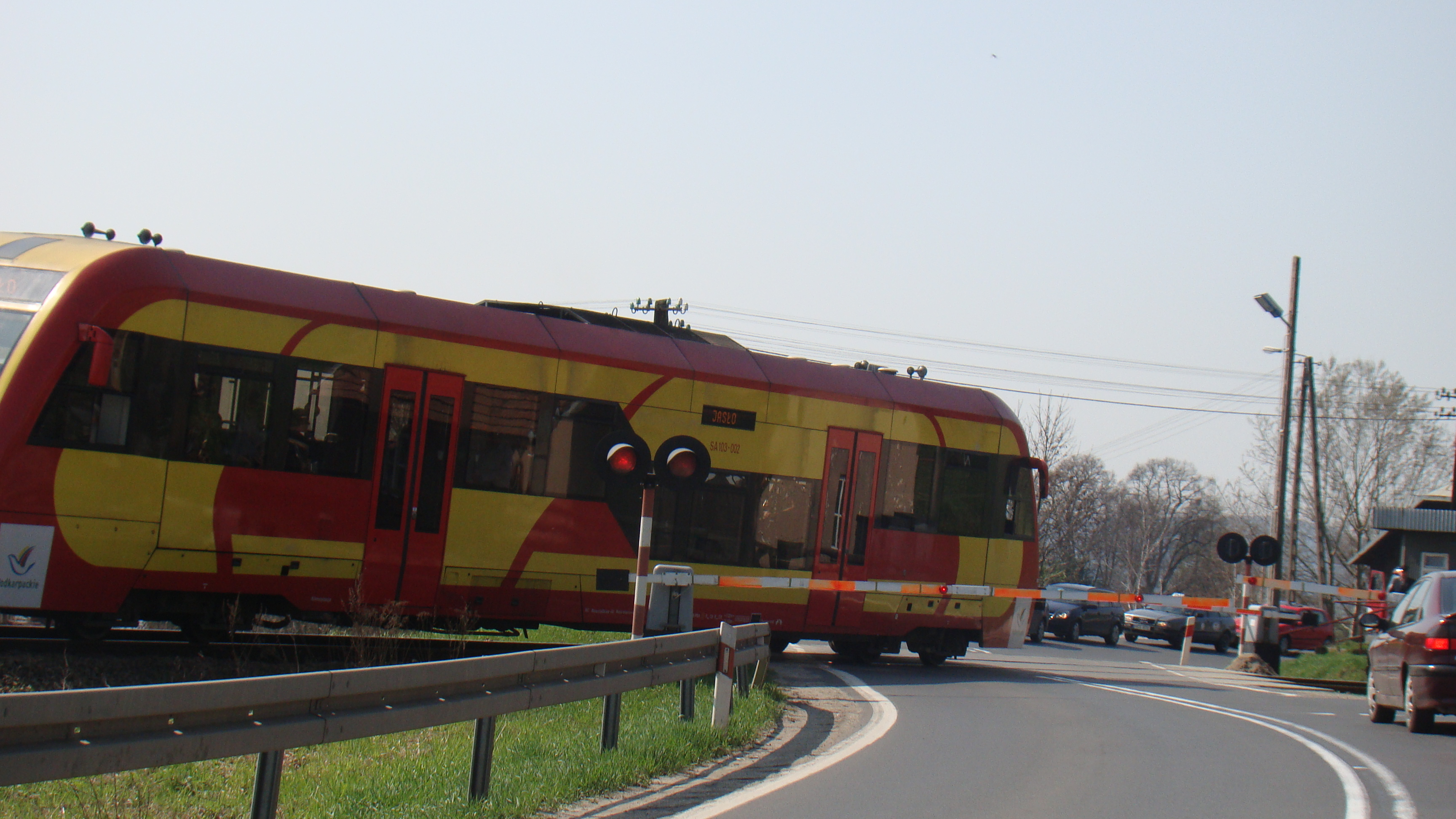
Przejazd kolejowy